# Mammillaria spinosissima subsp. pilcayensis
La biznaga de Pilcaya (Mammillaria spinosissima subsp. pilcayensis) es una biznaga de la familia de los cactos (Cactaceae). La palabra Mammillaria viene del latín mamila, pezón o teta y de -aria, que posee, lleva, es decir significa, ‘que lleva mamilas’, refiriéndose a los tubérculos.

## Clasificación y descripción
Es una biznaga de la tribu Cacteae, familia Cactaceae. Es un cactus que tiene crecimiento simple, con la edad se ramifica. Es de forma cilíndrica hasta de 50 cm de altura y 4 a 7 cm de diámetro. Las protuberancias del tallo (tubérculos) son cónicos, de color verde olivo y presentan jugo semi-lechoso, el espacio entre ellos (axilas) poseen lana y cerdas (pelos). Los sitios en los que se desarrollan las espinas se denominan aréolas, en esta especie tienen forma ovada, con más o menos 18 a 30 espinas, muy semejantes entres sí, todas translúcidas, de color blanco sucio o amarillo, 14 de ellas se localizan en el centro de la aréola (centrales), 17 espinas se presentan en la orilla (radiales). Las flores son pequeñas y tienen forma de campana, miden 20 mm de longitud y son de color rojo púrpura. Los frutos en forma de chilitos, son verdosos a rojizos y las semillas de color pardo. Es polinizada por insectos y se dispersa por semillas.

## Distribución
Es endémica a los estados de México y Guerrero.

## Ambiente
Se desarrolla entre los 600 a 1500 m s. n. m., acantilados de rocas calcáreas.

## Estado de conservación
Debido a sus características, esta especie ha sido extraída de su hábitat para ser comercializada de manera ilegal, aunque no se tiene cuantificación del daño que esto ha producido a las poblaciones. Es endémica a México y se considera en la categoría de sujeta a protección especial (Pr) de la Norma Oficial Mexicana 059.  En la lista roja de la IUCN no existe una evaluación de esta subespecie.